# Hrobařík obecný
Hrobařík obecný (Nicrophorus vespillo) je brouk z čeledi mrchožroutovitých.

## Popis
Je nejhojnější z šesti středoevropských zástupců svého rodu. Jeho jméno je odvozeno od slova "hrob" a také od faktu, že dospělí jedinci zahrabávají za pomoci čichu nalezené ostatky (převážně drobných savců, ptáků a nebo také člověka)  do země a kladou k nim vajíčka, čímž zajišťují svým potomkům dostatek potravy. Dospělí brouci jsou převážně draví a živí se larvami hmyzu žijících na ostatcích zvířat, případně na hnijících houbách. Larvy hrobaříků a samice v době péče o potomstvo jsou nekrofágní. Dalšími zajímavostmi jsou souboje o tyto ostatky, pokud se nad nimi sejde více párů, a symbióza hrobaříků s dravými roztoči. Dospělci si je s sebou přinášejí k ostatkům a zanechají je u ní s vajíčky, aby likvidovali různé další zástupce hmyzu, kteří by se pokoušeli na mrtvole přiživit nebo by obtěžovali či ohrožovali samotná vajíčka či larvy.

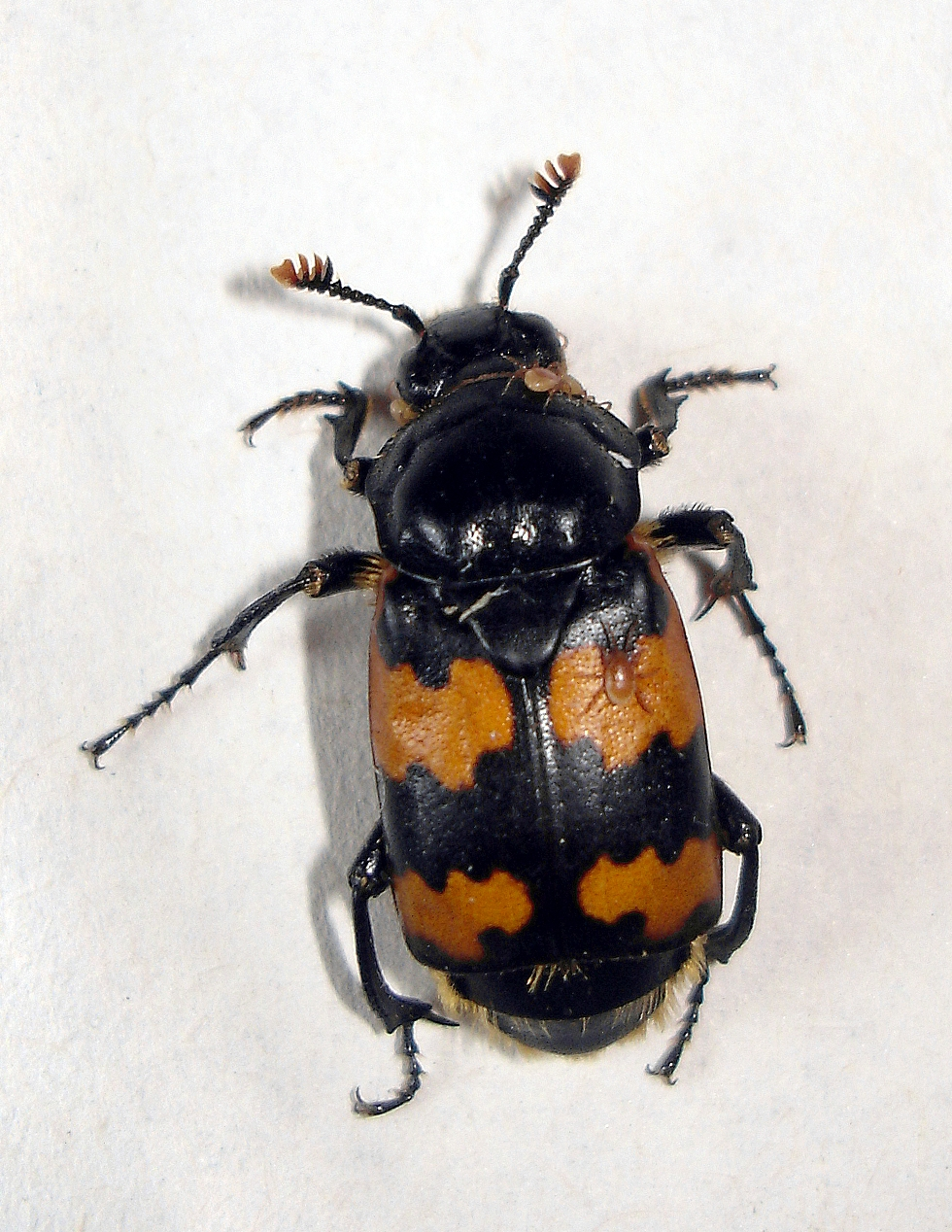
Hrobařík s roztoči

Hrobařík obecný je 12 až 22 mm velký brouk vyznačující se napříč oranžovo-černě páskovanými krovkami. Toto výstražné zbarvení značí, že produkují obranné chemické látky, a proto se jim predátoři vyhýbají. Tykadla jsou černá, s posledními třemi články tykadlové paličky opět oranžovými. Ke kladení vajíček dochází na jaře a v létě, rodiče vylíhlé larvy zprvu krmí, posléze se larvy pustí do koule stočené mršiny samy. Nakonec se v blízkosti mrtvoly zakuklí. Přezimují imaga.

## Výskyt
Je rozšířen prakticky v celé Eurasii a Severní Americe. Vyskytuje se i na Britských ostrovech. V ČR je hojný.